# Thorectes hernandezi
Thorectes hernandezi là một loài bọ cánh cứng trong họ Geotrupidae. Loài này được miêu tả khoa học năm 1988 bởi Lopez-Colon.